# 蒙特尼多 (加利福尼亞州)
蒙特尼多（英語：Monte Nido）是位於美國加利福尼亞州洛杉磯縣的一個非建制地區。該地的面積和人口皆未知。

## 地理
蒙特尼多的座標為34°04′51″N 118°41′13″W / 34.08083°N 118.68694°W，而該地的平均海拔高度為185米（即607英尺）。